# Pierre-Louis Lions
Pierre-Louis Lions (Grasse, 11 de agosto de 1956) é um matemático francês. Filho do matemático Jacques-Louis Lions, na época professor na Universidade de Nancy, tendo sido também presidente da União Internacional de Matemática, e de Andrée Olivier. 

## Carreira
Lions graduou-se pela Escola Normal Superior de Paris em 1977 (no mesmo ano que Jean-Christophe Yoccoz) e recebeu seu doutorado pela Universidade Pierre e Marie Curie em 1979. Lions é listado entre os Pesquisadores mais citados do ISI.
Lions estuda a teoria de equações diferenciais parciais não-lineares, e seu trabalho lhe rendeu a Medalha Fields em 1994, período em que trabalhava na Universidade Paris-Dauphine. Ele foi o primeiro a encontrar uma solução completa, com demonstração, da Equação de transporte de Boltzmann. Outras premiações recebidas por Lions incluem o Prêmio IBM em 1987 e o Prêmio Philip Morris em 1991. Ele é também doutor honoris causa da Universidade Heriot-Watt (Edimburgo) e da Universidade da cidade de Hong Kong. Atualmente, possui posição de Professor de Equações diferenciais parciais e suas aplicações no Collège de France em Paris e atua como professor na École Polytechnique.

## Principais publicações
Artigos
| L77. | Pierre-Louis Lions. Approximation de points fixes de contractions. C. R. Acad. Sci. Paris Sér. A-B 284 (1977), no. 21, A1357–A1359. |

| BL78. | H. Brézis and P.L. Lions. Produits infinis de résolvantes. Israel J. Math. 29 (1978), no. 4, 329–345. doi:10.1007/BF02761171 |

| LM79. | P.L. Lions and B. Mercier. Splitting algorithms for the sum of two nonlinear operators. SIAM J. Numer. Anal. 16 (1979), no. 6, 964–979. doi:10.1137/0716071 |

| L80. | P.L. Lions. The Choquard equation and related questions. Nonlinear Anal. 4 (1980), no. 6, 1063–1072. doi:10.1016/0362-546X(80)90016-4 |

| BLP81. | H. Berestycki, P.L. Lions, and L.A. Peletier. An ODE approach to the existence of positive solutions for semilinear problems in RN. Indiana Univ. Math. J. 30 (1981), no. 1, 141–157. doi:10.1512/iumj.1981.30.30012 |

| CL82. | T. Cazenave and P.-L. Lions. Orbital stability of standing waves for some nonlinear Schrödinger equations. Comm. Math. Phys. 85 (1982), no. 4, 549–561. doi:10.1007/bf01403504 |

| EL82. | M.J. Esteban and P.L. Lions. Existence and nonexistence results for semilinear elliptic problems in unbounded domains. Proc. Roy. Soc. Edinburgh Sect. A 93 (1982), no. 1-2, 1–14. doi:10.1017/S0308210500031607 |

| FLN82. | D.G. de Figueiredo, P.-L. Lions, and R.D. Nussbaum. A priori estimates and existence of positive solutions of semilinear elliptic equations. J. Math. Pures Appl. (9) 61 (1982), no. 1, 41–63. doi:10.1007/978-3-319-02856-9_11 |

| L82a. | P.L. Lions. On the existence of positive solutions of semilinear elliptic equations. SIAM Rev. 24 (1982), no. 4, 441–467. doi:10.1137/1024101 |

| L82b. | Pierre-Louis Lions. Symétrie et compacité dans les espaces de Sobolev. J. Functional Analysis 49 (1982), no. 3, 315–334. doi:10.1016/0022-1236(82)90072-6 |

| BL83a. | H. Berestycki and P.-L. Lions. Nonlinear scalar field equations. I. Arch. Rational Mech. Anal. 82 (1983), no. 4, 313–345. doi:10.1007/BF00250555 |

| BL83b. | H. Berestycki and P.-L. Lions. Nonlinear scalar field equations. II. Arch. Rational Mech. Anal. 82 (1983), no. 4, 347–375. doi:10.1007/BF00250556 |

| CL83. | Michael G. Crandall and Pierre-Louis Lions. Viscosity solutions of Hamilton-Jacobi equations. Trans. Amer. Math. Soc. 277 (1983), no. 1, 1–42. doi:10.1090/S0002-9947-1983-0690039-8 |

| CEL84. | M.G. Crandall, L.C. Evans, and P.-L. Lions. Some properties of viscosity solutions of Hamilton-Jacobi equations. Trans. Amer. Math. Soc. 282 (1984), no. 2, 487–502. doi:10.1090/S0002-9947-1984-0732102-X |

| CL84. | M.G. Crandall and P.-L. Lions. Two approximations of solutions of Hamilton-Jacobi equations. Math. Comp. 43 (1984), no. 167, 1–19. doi:10.1090/S0025-5718-1984-0744921-8 |

| L84a. | P.-L. Lions. The concentration-compactness principle in the calculus of variations. The locally compact case. I. Ann. Inst. H. Poincaré Anal. Non Linéaire 1 (1984), no. 2, 109–145. doi:10.1016/S0294-1449(16)30428-0 |

| L84b. | P.-L. Lions. The concentration-compactness principle in the calculus of variations. The locally compact case. II. Ann. Inst. H. Poincaré Anal. Non Linéaire 1 (1984), no. 4, 223–283. doi:10.1016/S0294-1449(16)30422-X |

| CL85. | Michael G. Crandall and Pierre-Louis Lions. Hamilton-Jacobi equations in infinite dimensions. I. Uniqueness of viscosity solutions. J. Funct. Anal. 62 (1985), no. 3, 379–396. doi:10.1016/0022-1236(85)90011-4 |

| L85a. | P.-L. Lions. The concentration-compactness principle in the calculus of variations. The limit case. I. Rev. Mat. Iberoamericana 1 (1985), no. 1, 145–201. doi:10.4171/RMI/6 |

| L85b. | P.-L. Lions. The concentration-compactness principle in the calculus of variations. The limit case. II. Rev. Mat. Iberoamericana 1 (1985), no. 2, 45–121. doi:10.4171/RMI/12 |

| LL86. | J.-M. Lasry and P.-L. Lions. A remark on regularization in Hilbert spaces. Israel J. Math. 55 (1986), no. 3, 257–266. doi:10.1007/BF02765025 |

| BL88. | A. Bahri and P.-L. Lions. Morse index of some min-max critical points. I. Application to multiplicity results. Comm. Pure Appl. Math. 41 (1988), no. 8, 1027–1037. doi:10.1002/cpa.3160410803 |

| GLPS88. | François Golse, Pierre-Louis Lions, Benoît Perthame, and Rémi Sentis. Regularity of the moments of the solution of a transport equation. J. Funct. Anal. 76 (1988), no. 1, 110–125. doi:10.1016/0022-1236(88)90051-1 |

| ATL89. | A. Alvino, G. Trombetti, and P.-L. Lions. On optimization problems with prescribed rearrangements. Nonlinear Anal. 13 (1989), no. 2, 185–220. doi:10.1016/0362-546X(89)90043-6 |

| DL89a. | R.J. DiPerna and P.L. Lions. Ordinary differential equations, transport theory and Sobolev spaces. Invent. Math. 98 (1989), no. 3, 511–547. doi:10.1007/BF01393835 |

| DL89b. | R.J. DiPerna and P.-L. Lions. On the Cauchy problem for Boltzmann equations: global existence and weak stability. Ann. of Math. (2) 130 (1989), no. 2, 321–366. doi:10.2307/1971423 |

| DL89c. | R.J. DiPerna and P.-L. Lions. Global weak solutions of Vlasov-Maxwell systems. Comm. Pure Appl. Math. 42 (1989), no. 6, 729–757. doi:10.1002/cpa.3160420603 |

| ATL90. | A. Alvino, G. Trombetti, and P.-L. Lions. Comparison results for elliptic and parabolic equations via Schwarz symmetrization. Ann. Inst. H. Poincaré Anal. Non Linéaire 7 (1990), no. 2, 37–65. doi:10.1016/S0294-1449(16)30303-1 |

| IL90. | H. Ishii and P.-L. Lions. Viscosity solutions of fully nonlinear second-order elliptic partial differential equations. J. Differential Equations 83 (1990), no. 1, 26–78. doi:10.1016/0022-0396(90)90068-Z |

| DLM91. | R.J. DiPerna, P.L. Lions, and Y. Meyer. Lp regularity of velocity averages. Ann. Inst. H. Poincaré Anal. Non Linéaire 8 (1991), no. 3-4, 271–287. doi:10.1016/s0294-1449(16)30264-5 |

| CIL92. | Michael G. Crandall, Hitoshi Ishii, and Pierre-Louis Lions. User's guide to viscosity solutions of second order partial differential equations. Bull. Amer. Math. Soc. (N.S.) 27 (1992), no. 1, 1–67. doi:10.1090/S0273-0979-1992-00266-5 |

| L94. | P.-L. Lions. Compactness in Boltzmann's equation via Fourier integral operators and applications. I. J. Math. Kyoto Univ. 34 (1994), no. 2, 391–427. doi:10.1215/kjm/1250519017 |

| LL06a. | Jean-Michel Lasry and Pierre-Louis Lions. Jeux à champ moyen. I. Le cas stationnaire. C. R. Math. Acad. Sci. Paris 343 (2006), no. 9, 619–625. doi:10.1016/j.crma.2006.09.019 |

| LL06b. | Jean-Michel Lasry and Pierre-Louis Lions. Jeux à champ moyen. II. Horizon fini et contrôle optimal. C. R. Math. Acad. Sci. Paris 343 (2006), no. 10, 679–684. doi:10.1016/j.crma.2006.09.018 |

| LL07. | Jean-Michel Lasry and Pierre-Louis Lions. Mean field games. Jpn. J. Math. 2 (2007), no. 1, 229–260. doi:10.1007/s11537-007-0657-8 |

| GLL11. | Olivier Guéant, Jean-Michel Lasry, and Pierre-Louis Lions. Mean field games and applications. Paris-Princeton Lectures on Mathematical Finance 2010, 205–266, Lecture Notes in Math., 2003, Springer, Berlin, 2011. doi:10.1007/978-3-642-14660-2_3 |

Livros didáticos
| L82c. | Pierre-Louis Lions. Generalized solutions of Hamilton-Jacobi equations. Research Notes in Mathematics, 69. Pitman (Advanced Publishing Program), Boston, Mass.-London, 1982. iv+317 pp. ISBN 0-273-08556-5 |

| L96. | Pierre-Louis Lions. Mathematical topics in fluid mechanics. Vol. 1. Incompressible models. Oxford Lecture Series in Mathematics and its Applications, 3. Oxford Science Publications. The Clarendon Press, Oxford University Press, New York, 1996. xiv+237 pp. ISBN 0-19-851487-5 |

| L98a. | Pierre-Louis Lions. Mathematical topics in fluid mechanics. Vol. 2. Compressible models. Oxford Lecture Series in Mathematics and its Applications, 10. Oxford Science Publications. The Clarendon Press, Oxford University Press, New York, 1998. xiv+348 pp. ISBN 0-19-851488-3 |

| L98b. | Pierre-Louis Lions. On Euler equations and statistical physics. Cattedra Galileiana. Scuola Normale Superiore, Classe di Scienze, Pisa, 1998. vi+74 pp. |

| CLL98. | Isabelle Catto, Claude Le Bris, and Pierre-Louis Lions. The mathematical theory of thermodynamic limits: Thomas-Fermi type models. Oxford Mathematical Monographs. The Clarendon Press, Oxford University Press, New York, 1998. xiv+277 pp. ISBN 0-19-850161-7 |

| CDLL19. | Pierre Cardaliaguet, François Delarue, Jean-Michel Lasry, and Pierre-Louis Lions. The master equation and the convergence problem in mean field games. Annals of Mathematics Studies, 201. Princeton University Press, Princeton, NJ, 2019. x+212 pp. ISBN 978-0-691-19071-6; 978-0-691-19070-9 |